# Дорожон Маргарита Сергіївна
Маргари́та Сергі́ївна Дорожо́н (* 1987) — українська та ізраїльська (від 2014) метальниця списа.

## З життєпису
Бронзова призерка Чемпіонату України з легкої атлетики-2006 та Чемпіонату світу з легкої атлетики серед юніорів-2006.
Учасниця Літніх Олімпійських ігор-2012.
Учасниця Чемпіонату світу з легкої атлетики-2013.
Учасниця Європейських ігор-2015.
У складі збірної Ізраїлю учасниця Чемпіонату світу з легкої атлетики-2017.
Переможниця Маккабіади-2017.